# Chrysopilus parvus
Chrysopilus parvus är en tvåvingeart som beskrevs av Yang, Yang och Akira Nagatomi 1997. Chrysopilus parvus ingår i släktet Chrysopilus och familjen snäppflugor. Inga underarter finns listade i Catalogue of Life.